# Louis Pélissier
Louis Pélissier (Toulouse, 21 décembre 1901 - Saint-Céré, 8 juin 1944) est un officier de l'armée française, engagé de bonne heure dans la Résistance française et membre des Forces françaises de l'intérieur durant la Seconde Guerre mondiale. Responsable des parachutages dans la région R4 Sud-Ouest des Forces françaises de l'intérieur, il est également chef d'un groupe franc du réseau Morhange, spécialisé dans l’action directe, que commande Marcel Taillandier. Arrêté par les Allemands alors qu'il transporte des armes, il est fusillé.

## Biographie

### Jeunesse et engagement dans l'armée
Louis Pélissier naît le 21 décembre 1901 à Toulouse. Son père est inconnu et sa mère, Joséphine Pélissier, est domiciliée à Carmaux où elle est domestique. En 1922, il est élève officier de réserve à l'école de Saint-Maixent, puis il termine l'année suivante son service militaire comme sous-lieutenant de réserve. Il s'engage en 1924 au 15e régiment d'infanterie, à Albi. De nouveau admis à l'école de Saint-Maixent comme élève officier d'active, il en sort sous-lieutenant en octobre 1926, et il est affecté au 95e régiment d'infanterie, à Bourges. Deux ans plus tard, il est promu lieutenant.
En septembre 1939, lors du déclenchement de la Seconde Guerre mondiale, il est mobilisé avec le 149e régiment d'infanterie de forteresse sur la ligne Maginot, dans le secteur de la Crusnes. Il est alors commandant du 1er bataillon. Le 16 juin 1940, lors des combats de la bataille de France, il se fait remarquer pour une action audacieuse, où il est gravement blessé, qui lui vaut une citation à l'ordre de l'armée. Après l'armistice du 22 juin 1940, il commande la 5e compagnie du 23e régiment d'infanterie, basé au palais Niel, à Toulouse.

### Rôle dans la Résistance
Rapidement, Louis Pélissier organise le camouflage du matériel au sein de son régiment. Le but des militaires qui agissent autour de Louis Pélissier est de soustraire à l’armée allemande armes et munitions de l'armée française pour les cacher à Toulouse ou dans la campagne voisine. À l'été 1942, il rencontre Jules Pêcheur, directeur d'une entreprise de transport routier installée avenue de Lespinet (emplacement de l'actuel no 90). Il est également membre du mouvement de résistance Combat et il fait intégrer à Louis Pélissier l'Armée secrète de la Région R4 Sud-Ouest.
Après l'invasion de la zone libre par l'armée allemande en novembre 1942, Louis Pélissier intensifie son action. Il enlève, avec les camions de Jules Pêcheur, quatre chargements d'armes et de munitions cachés dans les réserves du 23e régiment d'infanterie, qui va être dissous, pour les disperser dans la région toulousaine.
À partir du début de l'année 1943, il se consacre à l'organisation de l'Armée secrète, où il est connu sous le pseudonyme de Carton, à Toulouse et dans sa région. Il s'investit particulièrement au sein du Comité des opérations parachutage et atterrissage. Il est amené à chercher dans le Gers et dans les Landes des terrains pour les parachutages, ensuite validés en mai 1943 par le BCRA, les services secrets de la France libre.
Chargé de mission de 1re classe avec le grade de capitaine, il devient en juin 1943 chef de groupe franc du réseau Morhange, commandé par Marcel Taillandier et spécialisé dans l'action directe. Le 2 janvier 1944, il participe, sur la route de Toulouse à Carcassonne, au niveau du carrefour de Monges, à Deyme, à l'attaque du « Courrier de Nice », un convoi de la Gestapo qui transférait une partie de ses archives de Toulouse à Nice. En avril 1944, Louis Pélissier est promu chef de mission de 2e classe, avec le grade de commandant, et adjoint de Bernard Schlumberger, délégué militaire de la région R4.
Le 8 juin 1944, alors qu'il rentre d'un terrain d'atterrissage dans le Lot, près de Saint-Céré, avec un camion chargé d'armes à destination du maquis de Vabre, il est arrêté avec deux compagnons par une colonne allemande de la 2e division SS blindée Das Reich. Ils sont tous les trois fusillés au bas de la route de Saint-Laurent. Louis Pélissier est ensuite enterré à Saint-Céré. Le 30 septembre 1944, il a droit à des obsèques solennelles à Toulouse, puis il est enterré au cimetière des Planques d'Albi. Il est promu lieutenant-colonel à titre posthume.

## Hommage
Depuis le 2 mai 1948, la rue du Lieutenant-Colonel-Pélissier, à Toulouse, lui rend hommage.

## Décorations
| Ruban                            | Décoration                                              |
| -------------------------------- | ------------------------------------------------------- |
| Chevalier de la Légion d'honneur | Chevalier de la Légion d'honneur                        |
| Compagnon de la Libération       | Compagnon de la Libération (décret du 20 novembre 1944) |
|                                  | Croix de guerre 1939-1945                               |
|                                  | Médaille de la Résistance avec rosette                  |